# Saga Þorsteins hvíta
La Saga Þorsteins hvíta es una de las sagas de los islandeses. La trama se sitúa en los tiempos de la colonización de la isla de Islandia y se considera una saga tardía que amplía la introducción de la saga Vápnfirðinga. Trata de la vida amorosa de Þorsteinn Ólvirsson, inspirada en Bjarnar saga Hítdœlakappa y Gunnlaugs saga ormstungu.